# Mosteiro de Takshang

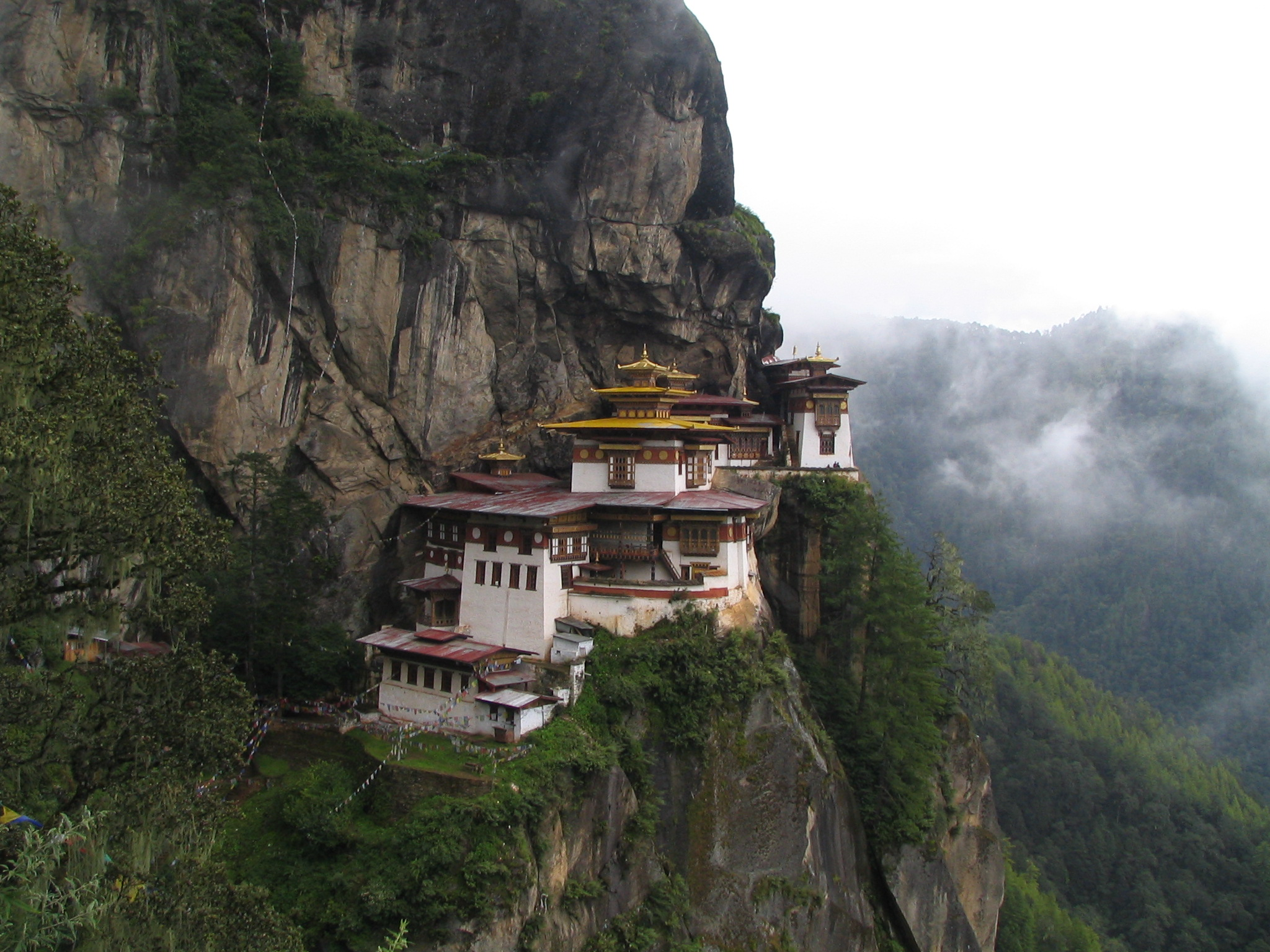
Vista do monastério e do penhasco onde está situado.

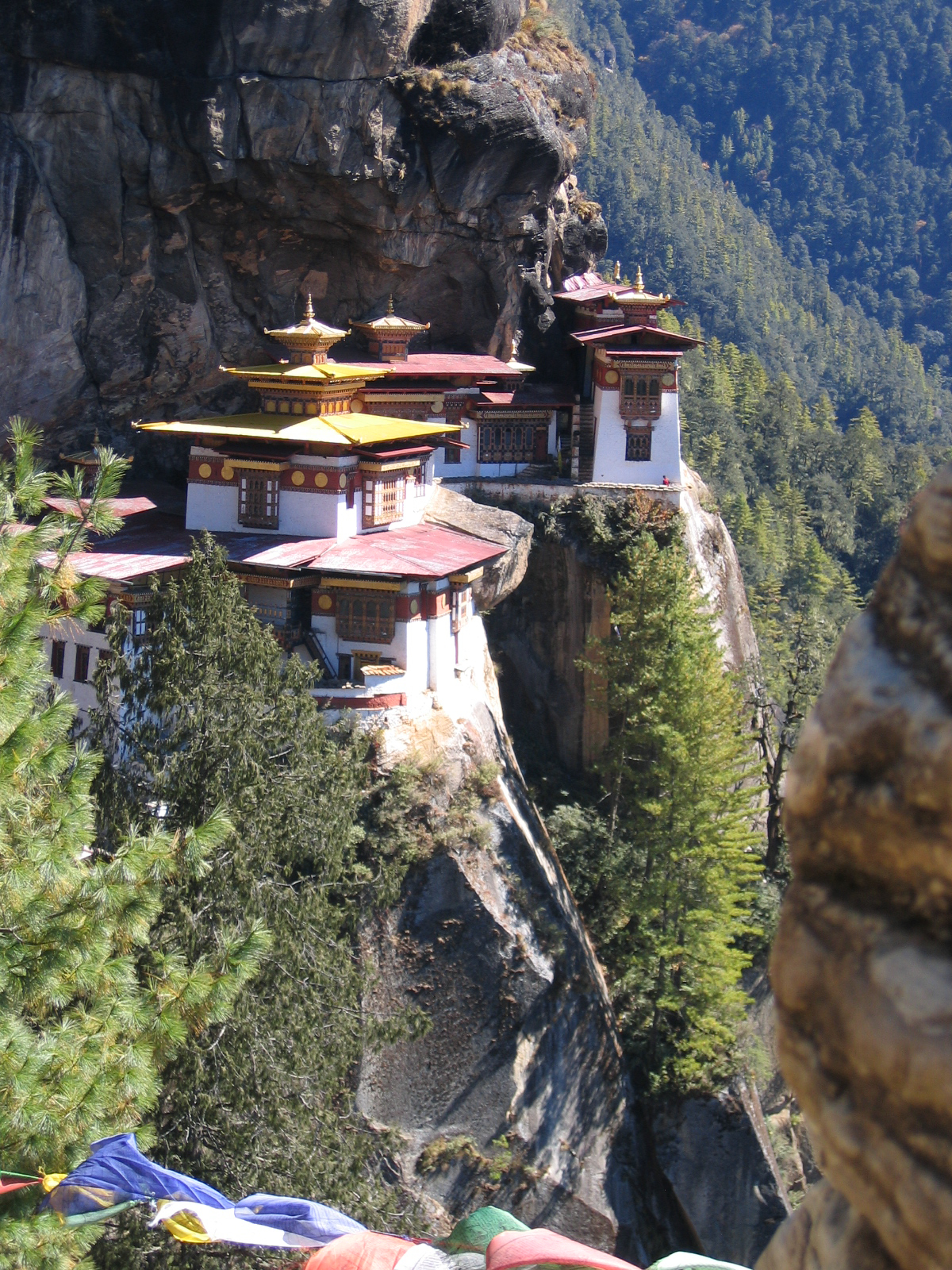
Vista do monastério.

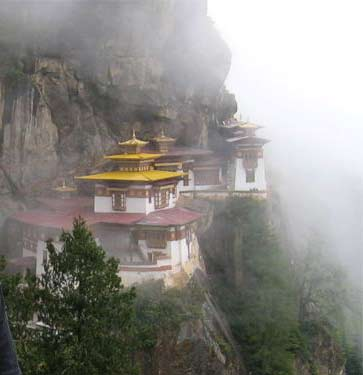
Cerrações freqüentemente escondem o monastério.

Mosteiro de Taktsang ou Paro Taktsang (spa phro stag tshang) / (spa gro stag tshang) é um dos mais afamados mosteiros do Butão. Ele foi construído em 1692 na boca da caverna Taktsang Senge Samdup (stag tshang seng ge bsam grub) onde o santo budista Guru Padmasambhava teria meditado lá pelos idos anos 800 da Era Comum.
Este mosteiro situado a 3 120 metros de altitude é uma dentre treze cavernas taktsang(s) ou os chamados ninho(s) do tigre (tiger lair, em inglês)" espalhados pelo Tibete e Butão onde o santo Padmasambhava teria meditado em sua época.
O nome Taktsang (stag tshang) significa o ninho do tigre. Sendo que, reza a antiga lenda, o santo Padmasambhava (também conhecido como Gurú Rinpoche) milagrosamente voou até lá montado nos lombos de um fabuloso tigre.
Dentre os vários mestres famosos que visitaram o local no passado consta o nome do famoso poeta tibetano Jetsun Milarepa.
O monastério tem sete templos abertos ao público, tanto a fiéis como a turistas curiosos. O edifício sofreu vários incêndios em diferentes épocas, e o que se vê hoje em dia, naturalmente, é a mais recente restauração.
Existem duas opções de ascensão: alcança-se o topo simplesmente a pé ou, alternativamente, montado em uma mula de serviço de aluguel.

## Ler mais
- Guide to Taktshang. Thimphu, Bhutan: Department of Culture. 2005. ISBN 9993661716

- Lopen Kunzang Thinley; Pema Wangdi (translator) (2008). Seeds of Faith: A comprehensive guide to the sacred places of Bhutan, Volume 1. Thimphu, Bhutan: KMT. pp. 121–125. ISBN 9993661716
- Ardussi, John A. (1999). «Gyalse Tenzin Rabgye and the Founding of Taktsang Lhakhang» (PDF). Thimphu: Centre for Bhutan Studies. Journal of Bhutan Studies. 1 (1)[ligação inativa]